# Чираг (село)
Чираг (дарг. Хьургъни) — село в Агульском районе Дагестана.
Образует сельское поселение село Чираг как единственный населённый пункт в его составе.

## География
Расположено в 20 км к северо-западу от села Тпиг, на реке Чирагчай (бассейн реки Гюльгерычай), на высоте 2320 метров (2-е в Дагестане и 3-е на Кавказе).

## История

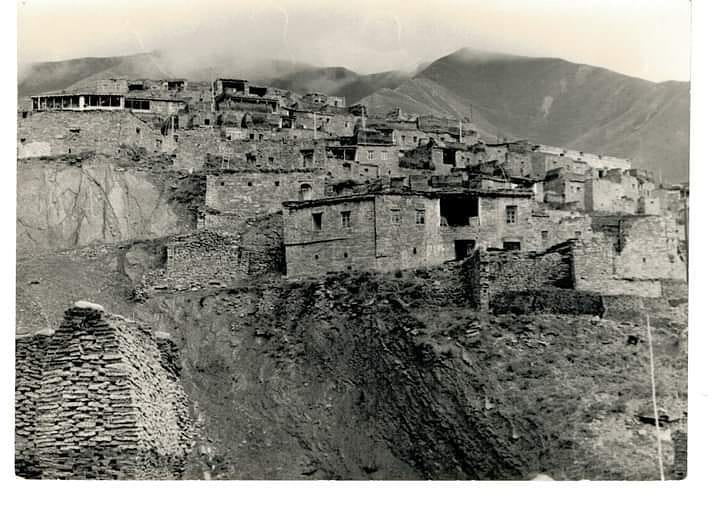
Село в 1960 г.

С 1860 в составе Ашти-Кулинского наибства.
Чираг до 1934 года входил в состав Курахского района, а до 1935 — Лакского.
Центр исторической области Гуцул-Дарго.

## Этимология
До XIX в. село называлось Гургли (Хьургъни). Известный исследователь кавказских языков барон К. П. Услар также приводит это название: «В Казикумухском округе селение Гугул (Чирах) — есть крайний предел распространения акушино-хайдакских наречий к югу».
Современное название связано с тем, что после узких ущелий горы как бы расступаются, перед взором путника и открывается светлая и широкая долина, хребет ГъургъабекI, на одной из возвышенностей которого и сам аул.

Есть и вторая версия: 
«В начале XIX века, когда утвердилось царское владычество на Кавказе, на берегу Чираг-чая была построена крепость. Вокруг крепостной стены постоянно горели факелы, чираги. Поэтому мы предполагаем, что с конца XVIII в. село стало называться Чирагом (светильник)».
Название «Чирагъ» переводится с даргинского языка как «Светильник».

## Население
| 1888 | 1895 | 1926  | 1939  | 1959 | 1970  | 1989 |
| ---- | ---- | ----- | ----- | ---- | ----- | ---- |
| 914  | ↗986 | ↗1113 | ↗1369 | ↘907 | ↗1020 | ↘456 |
| 2002 | 2008 | 2010  | 2012  | 2013 | 2014  | 2015 |
| ↗580 | ↘539 | ↗545  | ↗550  | ↘543 | ↘535  | ↗541 |
| 2016 | 2017 | 2018  | 2019  | 2020 | 2021  | 2023 |
| ↘535 | ↘532 | ↘522  | ↘511  | ↗516 | ↗519  | ↗527 |
| 2024 | 2025 |       |       |      |       |      |
| ↘524 | →524 |       |       |      |       |      |

Часть жителей села говорит на чирагском диалекте даргинского языка.

## Археология
Раннесредневековое городище «Чирагское».
Одна из расположенных около местной школы надгробных плит, относится к 601 году хиджры, что соответствует 1204-05 году, то есть, служит доказательством тому, что село существовало до прихода сюда монгольских орд. Эти арабские надписи из Чирага являются наиболее древними на территории проживания даргинцев, которые по сравнению с народами лезгинской группы поздно вошли в зону ислама и арабской письменной культуры.